# Blind Rage
Blind Rage é o décimo quarto disco da banda de heavy metal Accept, lançado em 15 de agosto 2014 pela Nuclear Blast Records. O disco estreou no topo das paradas de álbuns alemãs.

## Faixas
Todas as faixas escritas e compostas por Peter Baltes, Wolf Hoffmann e Mark Tornillo. 
| N.º            | Título                   | Duração |  |
| 1.             | "Stampede"               | 5:14    |  |
| 2.             | "Dying Breed"            | 5:21    |  |
| 3.             | "Dark Side of My Heart"  | 4:37    |  |
| 4.             | "Fall of the Empire"     | 5:45    |  |
| 5.             | "Trail of Tears"         | 4:08    |  |
| 6.             | "Wanna Be Free"          | 5:37    |  |
| 7.             | "200 Years"              | 4:30    |  |
| 8.             | "Bloodbath Mastermind"   | 5:59    |  |
| 9.             | "From the Ashes We Rise" | 5:43    |  |
| 10.            | "The Curse"              | 6:28    |  |
| 11.            | "Final Journey"          | 5:02    |  |
| Duração total: | Duração total:           | 58:34   |  |

| Faixas bônus da edição japonesa |                        |         |  |
| N.º                             | Título                 | Duração |  |
| 12.                             | "Thrown to the Wolves" | 3:51    |  |
| Duração total:                  | Duração total:         | 62:25   |  |

| DVD digital edição limitada (Accept - Stalingrad Tour - 23 de abril de 2013, Teatro Caupolicán, Santiago, Chile) |                             |         |  |
| N.º | Título                      | Duração |  |
| 1. | "Intro"                     |         |  |
| 2. | "Hung, Drawn and Quartered" |         |  |
| 3. | "Hellfire"                  |         |  |
| 4. | "Restless and Wild"         |         |  |
| 5. | "Losers and Winners"        |         |  |
| 6. | "Stalingrad"                |         |  |
| 7. | "Breaker"                   |         |  |
| 8. | "Bucket Full of Hate"       |         |  |
| 9. | "Monsterman"                |         |  |
| 10. | "Shadow Soldiers"           |         |  |
| 11. | "Amamos la Vida"            |         |  |
| 12. | "Guitar Solo Wolf"          |         |  |
| 13. | "Neon Nights"               |         |  |
| 14. | "Bulletproof"               |         |  |
| 15. | "Aiming High"               |         |  |
| 16. | "Princess of the Dawn"      |         |  |
| 17. | "Up to the Limit"           |         |  |
| 18. | "No Shelter"                |         |  |
| 19. | "Pandemic"                  |         |  |
| 20. | "Fast as a Shark"           |         |  |
| 21. | "Metal Heart"               |         |  |
| 22. | "Teutonic Terror"           |         |  |
| 23. | "Balls to the Wall"         |         |  |

## Créditos
Banda
- Mark Tornillo – vocais
- Wolf Hoffmann – guitarra
- Herman Frank – guitarra
- Peter Baltes – baixo
- Stefan Schwarzmann – bateria

Produção
- Produção, engenharia de áudio, mixagem e masterização: Andy Sneap[1]
- Capa de layout: Dan Goldsworthy

## Desempenho nas paradas
| Críticas profissionais        | Críticas profissionais |
| Avaliações da crítica         | Avaliações da crítica  |
| Fonte                         | Avaliação              |
| ----------------------------- | ---------------------- |
| AllMusic                      | [ 4 ]                  |
| Blabbermouth.net              | 8.5/10                 |
| Brave Words & Bloody Knuckles | (9/10)                 |
| Metalholic                    | [ 7 ]                  |
| All About The Rock            | [ 8 ]                  |

| Parada musical(2014)                          | Melhor posição |
| --------------------------------------------- | -------------- |
| Alemanha (Offizielle Deutsche Charts)         | 1              |
| Áustria (Ö3 Austria Top 40)                   | 18             |
| Bélgica (Ultratop Flandres)                   | 48             |
| Bélgica (Ultratop Valônia)                    | 46             |
| Dinamarca (Hitlisten)                         | 11             |
| Espanha (PROMUSICAE)                          | 39             |
| Estados Unidos (Billboard 200)                | 35             |
| Estados Unidos (Billboard Independent Albums) | 5              |
| Estados Unidos (Top Hard Rock Albums)         | 4              |
| Estados Unidos (Top Rock Albums)              | 11             |
| Estados Unidos (Top Tastemaker Albums)        | 5              |
| França (SNEP)                                 | 48             |
| Finlândia (Suomen virallinen lista)           | 1              |
| Hungria (MAHASZ)                              | 2              |
| Noruega (VG-lista)                            | 19             |
| Suécia (Sverigetopplistan)                    | 16             |
| Suíça (Schweizer Hitparade)                   | 9              |